# Tabella delle date di Pasqua di Sardica
La Tabella delle date di Pasqua di Sardica è un manoscritto del VII-VIII secolo scritto in latino e conservato a Verona, il cui contenuto è molto importante per la storia del calendario ebraico e delle controversie cristiane sulla data della Pasqua.
Il documento contiene la traduzione latina delle deliberazioni dei vescovi orientali ariani, che nel 343 abbandonarono il concilio di Sardica e si riunirono a Filippopoli in Tracia per esprimere il proprio credo in modo indipendente (Sardica è l'antico nome della capitale bulgara Sofia e Filippopoli è la moderna Plovdiv, seconda città della Bulgaria). In appendice ai canoni da loro stabiliti il manoscritto contiene una tabella con le date della Pasqua ebraica dal 328 al 343 e della Pasqua cristiana per il trentennio 328-357, forse assumendo che si sarebbero ripetute nel seguito con un ciclo trentennale.

## Il manoscritto
La tabella delle date di Pasqua è contenuta nel codice di Verona LX (58), custodito nella Biblioteca capitolare di Verona. Fu pubblicato per la prima volta da Eduard Schwartz nel suo Christliche und jüdische Ostertafeln (Berlino, 1905),. Il codice membranaceo, composto da 126 carte (27 cm per 20 cm) è scritto in grafia onciale databile circa all'anno 700. Il documento conciliare con le tabelle pasquali è contenuto nel verso della carta 79 e nella carta 80 (recto e verso).
Il testo sembra essere copia o traduzione di un precedente documento redatto al tempo del Concilio di Sardica (AD 343). Esso, infatti, contiene sedici date della pasqua ebraica (il plenilunio del 14 Nisan) solo per gli anni 328-343, mostra poi le corrispondenti date della pasqua cristiana e vi aggiunge la previsione della data di Pasqua per i 14 anni successivi. La presenza di numerosi ed evidenti errori sia linguistici sia calendariali conferma che il documento è una copia maldestra.

## Le pasque ebraiche
Le date pasquali giudaiche sono molto particolari perché la data della Pasqua cade sempre nel mese giuliano di Marzo e spesso prima della data dell'equinozio. Esse probabilmente rappresentano l'uso di una città orientale, Antiochia secondo Sacha Stern, ma non dovrebbero corrispondere alle date utilizzate in altre parti della diaspora. Questa mancanza di uniformità fra le diverse comunità ebraiche e la presenza di molte date che anticipano l'equinozio spiegano la crescente riluttanza dei cristiani a seguire l'uso ebraico per la definizione del giorno della Pasqua cristiana (un tempo collocata nella stessa data o più spesso nella prima domenica successiva la Pasqua ebraica). La questione fu sollevata da diversi autori cristiani del terzo e quarto secolo e il concilio di Nicea stabilì che i cristiani devono celebrare la festa dopo l'equinozio e in una stessa data (cosa evidentemente impossibile se si segue l'uso della comunità ebraica locale, ma questo uso non è geograficamente uniforme), pur senza esplicitare il criterio da adottare. L'imperatore Costantino in persona raccomandò di non farsi influenzare dagli ebrei, che finivano col celebrare due pasque in uno stesso anno; un errore da lui considerato sintomo dell'irragionevolezza in cui erano caduti per il peccato di aver crocefisso Gesù. Il settimo dei Canoni apostolici, un autorevole testo di poco successivo al documento di Sardica, proibisce esplicitamente di seguire l'uso ebraico proprio perché consentiva date antecedenti l'equinozio. Il problema delle pasque antecedenti l'equinozio, quindi, risulta essere alla radice della ricerca cristiana di un criterio autonomo per stabilire la data della Pasqua.

## Le pasque cristiane
Le date delle pasque cristiane contengono errori di copiatura e soprattutto ripetuti scambi nella definizione del mese, forse a causa di un imperfetto allineamento della colonna dei mesi con quella delle date nel documento originario, la cui impostazione grafica ci è, però, totalmente sconosciuta. E. Schwartz, nella prima edizione del testo ha suggerito delle correzioni, che sono state riviste ma perlopiù confermate da Sacha Stern.
Accettando queste correzioni, le "pasque cristiane" (in realtà sono i pleniluni pasquali in quanto la celebrazione potrebbe intendersi collocata nella prima domenica successiva) coincidono con quelle ebraiche solo se queste cadono il 21 marzo o successivamente. Altrimenti la pasqua è collocata al plenilunio successivo (trenta giorni dopo).

### Il ciclo trentennale
Lo schema proposto è basato su 11 mesi embolismici nell'arco di trent'anni. Dato che all'anno lunare mancano 11 giorni per completare un anno solare, nel corso di 30 anni si accumulerebbe un ritardo di 11x30=330 giorni, pari proprio agli 11 mesi di 30 giorni inseriti. Il ciclo sulle date calendariali, quindi, si ripete esattamente senza necessità di alcun saltus lunae come previsto invece al termine del ciclo metonico. Questa ciclicità trentennale riguarda solo e in modo approssimativo i pleniluni lunari e perciò corrisponde a una ciclicità delle date di Pasqua solo per cristiani quartodecimani. Nella stessa data giuliana, infatti, non si ripete lo stesso giorno della settimana (per questo occorrerebbero 14 cicli cioè 420 anni) e la domenica successiva al plenilunio lunare cade in data ogni volta diversa. 
Benché i vescovi scismatici valorizzassero lo schema trentennale da loro proposto in base anche alla coincidenza che secondo una tradizione Gesù visse esattamente trenta anni, lo schema era astronomicamente poco accurato perché al termine dei trenta anni la luna non ricompariva con la stessa puntualità che caratterizza il ciclo metonico. Dato infatti che 30=19+11, la luna si trovava all'undicesimo anno del secondo ciclo metonico.

## Le epatte
Le date sia ebraiche che cristiane si susseguono secondo una epatta di 11 giorni. Ogni anno, cioè, la data del plenilunio pasquale anticipa di undici giorni salvo che quando la pasqua ebraica cade prima del primo marzo o quella cristiana cade prima del 21 marzo vengono poi aggiunti trenta giorni. I dati non chiariscono come venisse trattato il caso di un plenilunio al 21 marzo; essi infatti comprendono la data errata del 21 aprile che potrebbe essere corretta sia come 21 marzo (come fa Schwartz) sia come 20 aprile, in accordo con la prassi ecclesiastica successiva che esclude che il plenilunio pasquale possa coincidere con l'equinozio.